# Bo Hansson
Bo Hansson (Gotemburgo, 10 de abril de 1943-Estocolmo, 23 de abril de 2010), también conocido como Bosse Hansson, fue un músico y compositor sueco de rock progresivo, cuyo instrumento habitual era el teclado electrónico. Su realización más notable fueron cuatro álbumes conceptuales instrumentales lanzados en los años 1970.

## Juventud e inicio de su carrera
Bo nació el 10 de abril de 1943 en Gotemburgo, la segunda ciudad de Suecia. Sus padres trabajaban en la restauración y tenían que coger los trabajos que se les ofrecían donde fuera, por lo que al poco de nacer Bo se mudaron a un pueblo recóndito la provincia de Jämtland, entre los bosques de coníferas del norte de Suecia, donde el pequeño Bosse pasó su infancia. A principios de los 50 sus padres debieron volver a mudarse, esta vez a la capital Estocolmo, pero dejaron al joven Bo en el norte, al cuidado de unos amigos de la familia. Ya adolescente se unió a sus padres en Estocolmo, donde pronto se interesó por la floreciente escena local del rock 'n' roll y aprendió de forma autodidacta a tocar la guitarra, antes de unirse a una de las primeras bandas de rock 'n' roll de Suecia: Rock-Olga.
Después de que la locura del rock 'n' roll cediera lugar al jazz y al blues a finales de los cincuenta, se unió como guitarrista a la banda de blues de Slim Notini. Notini tenía reputación de descubridor de jóvenes talentos, al modo en que John Mayall lo hacía en Gran Bretaña, por lo que Hansson pudo avanzar y formar su propio grupo de blues, The Merrymen, que en menos de un año lograron firmar un acuerdo con Polydor, ganar un concurso de rock de la Sveriges Radio e incluso actuar como teloneros de The Rolling Stones en una de sus primeras giras por Escandinavia.
En 1966 Hansson vio actuar al organista de jazz estadounidense Jack McDuff en el club Gyllene Cirkeln de Estocolmo, y resultó tan cautivado por la actuación que decidió dejar The Merrymen, justo cuando estaban a punto de tocar el auténtico éxito, para expandir sus horizontes musicales. Animado por su colega Merryman Bill Öhrström, adquirió su propio órgano Hammond, con dinero prestado por su novia y otros amigos, dinero que no devolvió. Öhrström se empleó como agente de artistas y repertorio y productor en la sucursal de Polydor en Suecia, y presentó a Hansson a otros músicos, uno de los cuales era el baterista Jan Janne Karlsson. Hansson & Karlsson cuajaron al momento y fueron inmediatamente contratados por Polydor. Tocaban música de rápidos ritmos basada en el órgano Hammond, y grabaron tres álbumes entre 1967 y 1969. Se hicieron tremendamente populares en su país y en el resto de Europa, llegando al oído de Jimi Hendrix, quien se tomó un tiempo durante una gira para hacer una jam session con el dúo, además de con George Clemons a la batería y Georg Wadenius a la guitarra, en el Klubb Filpis de Estocolmo a finales de 1967. Hendrix grabó en aquella época una canción de Hansson: «Tax Free», y planeó grabar un álbum completo con ellos, pero, desafortunadamente, murió antes de hacerlo.

## Debut en solitario
Hacia 1969, Janne Karlsson se había convertido en un celebrado comediante y presentador televisivo, y Hansson decidió romper el equipo musical que formaban, por este motivo y por estar harto de giras y conciertos. Encandilado por una copia de El Señor de los Anillos de J. R. R. Tolkien que le había «mangado» a su novia, se mudó al apartamento vacante de un amigo y empezó a componer. Cuando el desafortunado amigo regresó, se encontró que había sido desalojado del apartamento tras numerosas quejas de los vecinos por el «ruido» que Hansson estaba creando. Hansson se retiró entonces a una cabaña remota en una isla a las afueras de Estocolmo donde él, el baterista Rune Carlsson y el ingeniero de sonido Anders Lind, que había trabajado antes con Hansson & Karlsson, pasaron el invierno de 1969 grabando el que se convertiría en el álbum de debut en solitario de Hansson en una grabadora de cuatro pistas prestada. El avispado Lind incluso se las apañó para usar la única grabadora de ocho pistas que había en Suecia en aquella época, en el estudio de la Sveriges Radio, con el pretexto de estar interesado en probarla para comprar una para él. Una vez allí, incluso persuadió a los músicos de acompañamiento Gunnar Bergsten y Sten Bergman para dar cuerpo a las grabaciones. 
Sagan om Ringen fue lanzado por Silence Records (el primer sello de grabación independiente de Suecia, establecido por el mismo Anders Lind) en otoño de 1970 y se convirtió en un gran éxito. Varias copias empezaron a filtrarse hacia Gran Bretaña, donde llamó la atención de Tony Stratton-Smith, que quedó tan impresionado que reeditó la grabación como Music Inspired by Lord of the Rings con su propio sello Charisma Records en octubre de 1972, convirtiéndose en el único LP de Bo Hansson en alcanzar el top 40 del Reino Unido, así como el número 154 en el Billboard 200, y unas ventas acreditadas de un disco de oro en el Reino Unido y en Australia.

## Carrera musical
Alentado por el éxito de su primer álbum, Hansson reservó el estudio Decibel de Estocolmo, donde empezó a trabajar en el siguiente. Con el mismo grupo, más el guitarrista Kenny Håkansson, las nuevas grabaciones se beneficiaron del mejor equipo y Ur trollkarlens hatt fue lanzado por Silence Records a finales de 1972, y por Charisma en el Reino Unido (con el título Magician's Hat) en octubre de 1973. Aunque fue aclamado por la crítica, no alcanzó la popularidad del primer trabajo, y no entró en las listas del Reino Unido. 
Por su popularidad en Suecia, Hansson se sintió presionado para hacer una gira, y montó a toda prisa una banda para ella, hasta que el teclista «anacoreta» la canceló, alegando falta de motivación. En su lugar, regresó al estudio Decibel y empezó a trabajar en su tercer álbum. Empleando los mismos músicos probados y de confianza, las grabaciones continuaron la progresión del álbum anterior, y Mellanväsen fue lanzado por Silence Records en octubre de 1975, y como Attic Thoughts por Charisma Records en el Reino Unido en febrero de 1976. A pesar de ser la grabación más pulida de la carrera de Hansson, no alcanzó el éxito que merecía. Incluía una canción titulada «Rabbit Music» que apuntaba el camino hacia el siguiente álbum de Hansson...
En 1976, Hansson y Silence Records rompieron su asociación, y Bo negoció un acuerdo global con Charisma. Regresó una vez más al estudio Decibel y empezó a trabajar en grabaciones inspiradas por otro libro: La colina de Watership, de Richard Adams, y con referencias a Keats y Pope. Con el mismo grupo de músicos pero con otro productor, Pontus Olssen, las grabaciones se editaron en septiembre de 1977 como El-ahrairah (por el conejo protagonista de la novela); y como Music Inspired by Watership Down por Sire Records en los Estados Unidos. Otro desarrollo frustrante en las listas llevó al retiro de Hansson.
Aunque desde aquel momento trabajó en un cierto número de proyectos de amigos, se oyó poco de él hasta 1985, cuando lanzó la edición sueca de su álbum Mitt i livet («El medio de la vida») con Silence Records (SRS 4700). Desde entonces ha vuelto a «salir del alcane del radar».

## Años posteriores y fallecimiento
A pesar de los infundados rumores de enfermedad y mendicidad, Hansson en realidad había encontrado un nuevo grupo de seguidores entre los disc jockeys suecos de época reciente, que muestrean su música, algo que aparentemente le complacía mucho.
Aunque su álbum más conocido, Music Inspired by Lord of the Rings se editó en compact disc en 1996,. el resto de sus álbumes de los 70 resultaban imposibles de conseguir hasta 2005, cuando Silence Records (a través de EMI) los reeditó en compact disc, remasterizados digitalmente y con material extra anteriormente no publicado.
En 1998, Hansson & Karlsson se reunieron para dar algunos conciertos, y para editar un álbum de compilación. Por su trabajo pionero y el misterio que rodeó el auge y caída de Hansson & Karlsson, Hansson recibió la consideración de leyenda viva entre la comunidad musical independiente de Suecia. En sus últimos años, actuó ocasionalmente con el organista Eric Malmberg, que ha citado frecuentemente el trabajo de Hansson como una de sus inspiraciones.
Finalmente Bo Hansson fue encontrado muerto en la habitación de hotel en la que se alojaba en Estocolmo el 23 de abril de 2010, cuando contaba 67 años de edad.

## Discografía

### En solitario
- 1985: Mitt i livet (Silence Records, distribuido únicamente en Suecia);[5]
- 1983: Reflection, Best of Bo Hansson (Fontana Records, disco recopilatorio);[6]
- 1977: El-ahrairah (YTF Records,[7] distribuido fuera de Suecia desde el mismo año como Music Inspired by Watership Down por Sire Records,[8] reeditado por Charisma en 2004[8] y por Silence en 2005[7]);
- 1975: Mellanväsen (Silence Records,[9] distribuido fuera de Suecia desde 1976 como Attic Thoughts por Charisma,[10] reeditado por Charisma en 1995[10] y por Silence en 2005[9]);
- 1972: Ur trollkarlens hatt (Silence Records,[11] distribuido fuera de Suecia desde 1973 como Magician's Hat por Charisma,[12] reeditado por Charisma en 1993[12] y por Silence en 2002[11]);
- 1970: Sagan om Ringen (Silence Records,[13] distribuido fuera de Suecia desde 1972 como Music Inspired by Lord of the Rings por Charisma,[14] reeditado por Charisma en 2000[14] y por Silence en 2002[13]).

### Con Hansson & Karlsson
- 1998: Hansson & Karlsson (álbum recopilatorio);[15]
- 1969:
  - Gold (álbum recopilatorio);[16]
  - Man at the Moon;[17]
- 1968:
  - Rex;[18]
  - «P Som I Pop» (sencillo);[19]
- 1967:
  - Monument;[20]
  - «Lidingö Airport» (sencillo).[21]